# Trybliophorus volucris
Trybliophorus volucris är en insektsart som först beskrevs av Gerstaecker 1889.  Trybliophorus volucris ingår i släktet Trybliophorus och familjen Romaleidae. Inga underarter finns listade i Catalogue of Life.